# Гулам, Фаузи
Фаузи́ Гула́м (фр. Faouzi Ghoulam, араб. فوزي غلام‎; 1 февраля 1991, Сен-Прие-ан-Жаре, Рона — Альпы, Франция) — алжирский и французский футболист, левый защитник. Выступал за сборную Алжира.
Является воспитанником футбольного клуба «Сент-Этьен», здесь же начинал взрослую карьеру, отыграв  почти 100 матчей в составе «зеленых». В 2013 году выиграл Кубок французской лиги, а уже следующей зимой подписал контракт с футбольным клубом «Наполи».
Начинал играть в 2010 году за молодёжную сборную Франции, затем принял приглашение сборной Алжира.

## Клубная карьера
Гулам родился во Франции в семье алжирских эмигрантов. Оба его родителя имеют алжирское гражданство, а семья насчитывает 12 человек (8 братьев и 2 сестры). Фаузи является воспитанником футбольного клуба «Сент-Этьен». В системе этой команды провёл 11 лет, пока не получил вызов в основной состав накануне сезона 2010/11. Дебютировал в основном составе клуба 22 сентября 2010 года в матче кубка лиги против «Ниццы», заменив на 82-й минуте встречи Гонсало Берхессио. 1 декабря 2010 года в матче против «Валансьена» Гулам впервые сыграл в Лиге 1. Защитник вышел на замену во втором тайме вместо Бакари Сако. До конца сезона и весь стартовый отрезок следующего игрового года провел в резервном составе «Сент-Этьена».
31 января 2014 года перешёл в «Наполи» за 5 миллионов евро и подписал с итальянским клубом контракт на 4,5 года. Дебютировал в Серии А 2 февраля 2014 года в матче с «Аталантой», выйдя на замену на 76-й минуте. После этого матча тренер неаполитанцев Рафаэль Бенитес доверил Гуламу постоянное место в основном составе, и алжирец помог клубу занять третье место в чемпионате Италии 2013/14 и выиграть Кубок Италии.
В ноябре 2017 года Гулам перенёс разрыв передней крестообразной связки в матче группового этапа Лиги чемпионов против «Манчестер Сити», и ожидалось, что он выбыл как минимум на два месяца. Однако в январе 2018 года он прошёл медицинское обследование и досрочно возобновил тренировки.

## Карьера в сборной
В 2010 году в одном из своих интервью Фаузи Гулам заявил о своём намерении выступать за сборную Алжира, несмотря на то, что является уроженцем Франции.
Тем не менее на молодёжном уровне он выступал за французов. Защитник дебютировал в команде 28 февраля 2012 года в товарищеском матче с командой Италии, заменив на 60-й минуте встречи Криса Мавингу. В составе молодёжной сборной Франции Гулам принимал участие в отборочном турнире к чемпионату Европы-2013; в рамках турнира защитник сыграл 1 матч.
Защитник попал в заявку сборной Алжира на Кубок африканских наций 2013, но ни одного матча на турнире не сыграл. Дебютировал в команде 27 марта 2013 года в матче против сборной Бенина, сыгранном в рамках отборочного раунда к ЧМ-2014.
В июне 2014 года включён в состав сборной Алжира для участия в финальном турнире чемпионата мира 2014. На турнире принял участие в двух матчах — игре группового этапа против Бельгии и матче 1/8 финала с Германией.
В первом матче Алжира на Кубке африканских наций 2015 года Гулам забил свой первый гол за сборную в ворота Южной Африкой.

## Достижения

### Командные
«Сент-Этьен»
- Обладатель Кубка французской лиги: 2012/13

«Наполи»
- Обладатель Кубка Италии: 2013/14, 2019/20
- Обладатель Суперкубка Италии: 2014

### Личные
- Команда сезона в Лиге Европы УЕФА: 2014/2015[16]
- Футболист года в Алжире: 2017[17]

## Личная жизнь
Оба родителя Фаузи Гулама по происхождению алжирцы, предки отца происходят из города Батна, а предки матери — из Аннабы. Кроме Фаузи, в семье 8 братьев и 2 сестры. Один из братьев, Набиль, представлял Францию на Чемпионате мира по бегу по пересечённой местности 2004.

## Статистика
| Клуб             | Сезон            | Национальный чемпионат | Национальный чемпионат | Национальный чемпионат | Национальные кубки | Национальные кубки | Континентальные кубки | Континентальные кубки | Всего | Всего |
| Клуб             | Сезон            | Лига                   | Игры                   | Голы                   | Игры               | Голы               | Игры                  | Голы                  | Игры  | Голы  |
| ---------------- | ---------------- | ---------------------- | ---------------------- | ---------------------- | ------------------ | ------------------ | --------------------- | --------------------- | ----- | ----- |
| Сент-Этьен II    |                  |                        |                        |                        |                    |                    |                       |                       |       |       |
| 2010/11          | CFA (IV)         | 18                     | 2                      | 0                      | 0                  | 0                  | 0                     | 18                    | 0     |       |
| 2012/13          | CFA (IV)         | 1                      | 0                      | 0                      | 0                  | 0                  | 0                     | 1                     | 0     |       |
| 2013/14          | CFA2 (V)         | 1                      | 0                      | 0                      | 0                  | 0                  | 0                     | 1                     | 0     |       |
| Всего            | Всего            | Всего                  | 20                     | 0                      | 0                  | 0                  | 0                     | 0                     | 20    | 0     |
| Сент-Этьен       | 2010/11          | Лига 1                 | 12                     | 0                      | 1                  | 0                  | 0                     | 0                     | 13    | 0     |
| Сент-Этьен       | 2011/12          | Лига 1                 | 32                     | 0                      | 2                  | 0                  | 0                     | 0                     | 34    | 0     |
| Сент-Этьен       | 2012/13          | Лига 1                 | 26                     | 0                      | 5                  | 0                  | 0                     | 0                     | 31    | 0     |
| Сент-Этьен       | 2013/14          | Лига 1                 | 17                     | 1                      | 2                  | 0                  | 0                     | 0                     | 19    | 1     |
| Всего            |                  |                        | 87                     | 1                      | 10                 | 0                  | 0                     | 0                     | 97    | 1     |
| Наполи           | 2013/14          | Серия А                | 15                     | 0                      | 3                  | 0                  | 3                     | 0                     | 21    | 0     |
| Всего            | Всего            | Всего                  | 15                     | 0                      | 3                  | 0                  | 3                     | 0                     | 21    | 0     |
| Всего за карьеру | Всего за карьеру | Всего за карьеру       | 122                    | 1                      | 13                 | 0                  | 3                     | 0                     | 138   | 1     |

| Матчи Гулама за сборную Алжира | Матчи Гулама за сборную Алжира | Матчи Гулама за сборную Алжира | Матчи Гулама за сборную Алжира | Матчи Гулама за сборную Алжира | Матчи Гулама за сборную Алжира | Матчи Гулама за сборную Алжира | Матчи Гулама за сборную Алжира |
| ------------------------------ | ------------------------------ | ------------------------------ | ------------------------------ | ------------------------------ | ------------------------------ | ------------------------------ | ------------------------------ |
| №                              | Дата                           | Оппонент                       | Счёт                           | Минуты                         | Голы Гулама                    | Соревнование                   |                                |
| 1                              | 27 марта 2013                  | Бенин                          | 3:1                            | 90                             | -                              | Отборочный матч ЧМ-2014        |                                |
| 2                              | 2 июня 2013                    | Буркина-Фасо                   | 2:0                            | 25                             | -                              | Товарищеский матч              |                                |
| 3                              | 9 июня 2013                    | Бенин                          | 3:1                            | 26                             | -                              | Отборочный матч ЧМ-2014        |                                |
| 4                              | 19 ноября 2013                 | Буркина-Фасо                   | 1:0                            | 90                             | -                              | Отборочный матч ЧМ-2014        |                                |
| 5                              | 5 марта 2014                   | Словения                       | 2:0                            | 90                             | -                              | Товарищеский матч              |                                |
| 6                              | 4 июня 2014                    | Румыния                        | 2:1                            | 90                             | -                              | Товарищеский матч              |                                |
| 7                              | 17 июня 2014                   | Бельгия                        | 1:2                            | 90                             | 0                              | Чемпионат мира по футболу 2014 |                                |
| 8                              | 30 июня 2014                   | Германия                       | 1:2                            | 120                            | 0                              | Чемпионат мира по футболу 2014 |                                |